# Torre O'Higgins
La Torre O'Higgins es un edificio situado en la avenida Bernardo O'Higgins 241, entre las calles Angol y Salas, en la ciudad de Concepción en la comuna homónima. Luego del terremoto que azotó al pais en 2010, la Torre O'Higgins se vio visiblemente afectada y con órdenes de demolición, sin embargo, se decidió disminuir los pisos que tenía, reduciendo de 21 a 14 pisos.
La Torre O'Higgins fue reinaugurada en agosto de 2014 y posee en el último piso un restaurante.
En mayo de 2018, Rogers Pastine Jara, un estudiante de ingeniería fue el primero y hasta el momento el único accidente tipo suicidio en la torre.